# Симеон (Цакашвили)
Епископ Симеон (в миру Теймура́з (Тимур) Тама́зович Цакашви́ли, груз. თეიმურაზ თამაზის ძე ცაკაშვილი; 9 августа 1982, Сигнахи) — епископ Грузинской православной церкви, епископ Сурамский и Хашурский.

## Биография
Родился 9 августа 1982 года, в земле Кизики близ Сигнахи Грузинской ССР (ныне — Сигнахский муниципалитет Кахетинского края Грузии).
В 1999 году окончил среднюю школу в Тбилиси и поступил в Грузинский технический университет на инженерно-механический факультет.
В 2005 году принял монашество. В течение десяти лет служил в обителях Урбнисской епархии.
4 декабря 2006 года архиепископом Руисским и Урбнисским Иовом рукоположён в сан диакона. 1 марта 2007 года архиепископом Иовом в монастыре Бертубани рукоположён в сан иеромонаха.
11 октября 2013 года, будучи в сане игумена, был избран епископом новоучрежденной Сурамской и Хашурской епархии.
11 ноября того же года последовало его епископское рукоположение в кафедральном соборе Светицховели, которое возглавил католикос-патриарх всея Грузии Илия II.